# Provincia de Muramvya
La Provincia de Muramvya es una de las diecisiete provincias de Burundi. Cubre un área de 597 km² y alberga una población de 303.000 personas. La capital es Muramvya.

## Comunas con población en agosto de 2008
- Bukeye 66,090
- Kiganda 48,730
- Mbuye 55,342
- Muramvya 81,257
- Rutegama 41,170

- Datos: Q671086